# Fruhstorferiola viridifemorata
Fruhstorferiola viridifemorata är en insektsart som först beskrevs av Andrew Nelson Caudell 1921.  Fruhstorferiola viridifemorata ingår i släktet Fruhstorferiola och familjen gräshoppor.

## Underarter
Arten delas in i följande underarter:
- F. v. viridifemorata
- F. v. kulinga